# Cristoforo Masini
Cristoforo Masini, (ur. 8 września 1619 w Modenie, zm. 8 sierpnia 1677 w Warszawie) – włoski dyplomata, naturalizowany Polak, sekretarz królewski w kancelarii królów: Jana Kazimierza i Michała Korybuta Wiśniowieckiego.
Nic nie wiadomo o jego rodzinie i pierwszym okresie jego życia. Być może miał wykształcenie prawnicze. Masini podawał się w Polsce za hrabiego, ale najprawdopodobniej bezpodstawnie. Na krótko przed 1648 przeniósł się do Polski gdzie otrzymał stanowisko sekretarza królewskiego w kancelarii króla Jana Kazimierza. W 1662 Masini został naturalizowanym Polakiem. Jego żoną była Cecylia Salomea Piotrkowczykówna, dama królewskiego dworu, z którą Masini miał liczne potomstwo; jego najstarszy syn Krzysztof później przejął po nim stanowisko na dworze. Masini starał się propagować kandydaturę księcia Toskanii Mattiasa Medyceusza na króla Polski. Masini brał także udział w ważnych misjach dyplomatycznych np. w grudniu 1657 przebywał w Pradze, aby sfinalizować porozumienie z księciem brandenburskim i duńskim przeciwko Szwecji; w 1658 był rzecznikiem nuncjusza w Polsce Pietro Vidoniego i ambasadora cesarskiego; w 1663 został wysłany do Włoch, aby szukać pomocy finansowej na walkę z Turkami.
Po wyjeździe z Janem Kazimierzem do Francji do Nevers, gdzie władca osiadł po abdykacji w 1668, latem 1671 Masini wrócił do Polski, gdzie nowy król Michał Korybut Wiśniowiecki uczynił go swoim pełnomocnikiem i wysłał do Włoch ponownie w celu poszukiwania funduszy na walkę z Turkami. Po pobycie w takich miastach jak Padwa, Wenecja i Rzym, Masini wrócił do Polski latem 1674; jego misja nie zakończyła się sukcesem. Do 1676 był sekretarzem królewskim ds. relacji z państwami włoskimi.